# J. C. Daniel
Joseph Chellayya Daniel Nadar (Agasteeswaram, 28 novembre 1900 – Agasteeswaram, 27 aprile 1975) è stato un regista, sceneggiatore, produttore cinematografico, attore, montatore e direttore della fotografia indiano.
Considerato il "padre del cinema malaysiano", fu il primo cineasta del Kerala, dove produsse, diresse, scrisse, fotografò, montò e recitò nel primo film realizzato in quello Stato, Vigathakumaran ("Il bambino perduto"). Fondò il primo studio cinematografico del territorio, The Travancore National Pictures. Il Governatorato di Kerala instituì il Kerala State Film Award for Lifetime Achievement nel 1992 a suo nome, come parte dei Kerala State Film Awards, per onorare i meriti alla carriera nel Cinema malaysiano.

## Filmografia
- Vigathakumaran (1930)